# Carme Torras i Genís
Carme Torras i Genís   (Barcelona, 4 de juliol de 1956) és una matemàtica i escriptora catalana, especialista en intel·ligència artificial i robòtica, que compagina l'escriptura literària amb la investigació científica. A la universitat va estudiar Matemàtiques i Filosofia alhora, és doctora en informàtica, professora d'investigació a l'Institut de Robòtica (CSIC-UPC). Lidera el Grup de Percepció i Manipulació de l’IRI, responsable entre d'altres, del projecte “CLOTHILDE (Cloth Manipulation Learning from Demonstrations), de robòtica assistencial.
Mai no ha cregut en la dicotomia entre ciències i lletres i, essent una prestigiosa robotista, compagina la recerca científica amb l'escriptura, amb una producció de ciència-ficció de qualitat. És membre de l'Associació d'Escriptors en Llengua Catalana i de la Societat Catalana de Ciència-Ficció i Fantasia. I també es declara plenament interessada en les implicacions socials de la robòtica i el debat ètic que comporta l'aplicació de les noves tecnologies. És membre del Comitè d'Ètica de la UPC.
En l'àmbit científic, ha publicat llibres i articles sobre models neuronals, visió per computador, intel·ligència artificial i robòtica. Ha estat guardonada amb el Premi Divulga del Museu de la Ciència de Barcelona, el Premi Rafael Campalans de l'Institut d'Estudis Catalans, i la Medalla Narcís Monturiol de la Generalitat de Catalunya. És membre numerària de l'Academia Europaea i membre numerari de la Reial Acadèmia de Ciències i Arts de Barcelona.
En l'àmbit literari, les seves novel·les Pedres de toc (Columna, 2003) i Miracles perversos (Pagès, 2011) van merèixer el Premis Primera Columna i el Premi Ferran Canyameres d'intriga i misteri. La mutació sentimental (Pagès, 2008), traduïda a l'anglès (MIT Press, 2018) conté material complementari que serveix com a curs d'ètica i intel·ligència artificial. Aquesta novel·la també va ser traduïda al castellà (Milenio, 2012) i va obtenir el Premi Manuel de Pedrolo de ciència-ficció 2007 i el Premi Ictineu 2009, premi que també va rebre, el 2018, la seva novel·la Enxarxats (Males Herbes, 2017). Ha participat en nombrosos reculls de contes, com Científics lletraferits (Mètode, 2014), Barcelona 2059 (Mai Més, 2021) i Somia Philip Marlowe en xais elèctrics? (Alrevés, 2021).
El març del 2017 ingressà com a membre numerari a la Secció de Ciències i Tecnologia de l'Institut d'Estudis Catalans.

## Narrativa
- Pedres de toc, Columna Edicions; Premi Primera Columna, 2003.
- La mutació sentimental, Pagès Editors; Premi Manuel de Pedrolo, 2007 i Premi Ictineu, 2009 (traduïda al castellà: Editorial Milenio, 2012)[12]
- Miracles perversos, Pagès Editors; Premi Ferran Canyameres, 2011.
- Enxarxats, Males Herbes, 2017; Premi Ictineu, 2018.
- Estimades màquines. Barcelona: Males Herbes, 2020.

## Guardons literaris
- 2018: Premi Ictineu a la millor novel·la original en català per Enxarxats.[13]
- 2017: Premi Ictineu al millor conte original escrit en català per L'indigent, publicat dins el recull Deu relats ecofuturistes.[14]
- 2014: Premi Ictineu al millor conte en català per La vida e-terna.[13]
- 2011: Premi Ferran Canyameres per Miracles perversos.[15]
- 2009: Premi Ictineu a la millor novel·la original en català per La mutació sentimental.[13][15]
- 2007: Premi Manuel de Pedrolo de narrativa de ciència-ficció de Mataró per La mutació sentimental.[15][12]
- 2003: Premi Columna per Pedres de toc.[15]

## Premis i reconeixements
- Premi Divulga del Museu de la Ciència de Barcelona (1981)[15]
- Premi Rafael Campalans de l'Institut d'Estudis Catalans (1985)[15]
- Medalla Narcís Monturiol de la Generalitat de Catalunya al Mèrit Científic i Tecnològic, per les seves realitzacions científiques i tecnològiques (2000)[16]
- IV Premi Julio Peláez, a les Dones Pioneres de la Física, la Química i les Matemàtiques, per part de la Fundació Tatiana Pérez de Guzmán el Bueno (2019)[17]
- Premi Nacional d'Investigació Julio Rey Pastor (2020)[18]
- Premi Nacional de Recerca concedit per la Generalitat de Catalunya i la Fundació Catalana per a la Recerca i la Innovació (FCRI) (2020).[19]
- 2024 - Creu de Sant Jordi.[20]